# Гармоні (Північна Кароліна)
Гармоні (англ. Harmony) — місто (англ. town) в США, в окрузі Еределл штату Північна Кароліна. Населення — 543 особи (2020).

## Географія
Гармоні розташоване за координатами 35°57′29″ пн. ш. 80°46′28″ зх. д. / 35.95806° пн. ш. 80.77444° зх. д. (35.958041, -80.774406).  За даними Бюро перепису населення США в 2010 році місто мало площу 3,53 км², з яких 3,51 км² — суходіл та 0,01 км² — водойми.

## Демографія
Згідно з переписом 2010 року, у місті мешкала 531 особа в 206 домогосподарствах у складі 145 родин. Густота населення становила 151 особа/км².  Було 237 помешкань (67/км²).
Расовий склад населення:
| - 88,5 % — білих - 5,5 % — чорних або афроамериканців - 1,3 % — корінних американців - 4,0 % — осіб інших рас |

До двох чи більше рас належало 0,8 %. Частка іспаномовних становила 9,8 % від усіх жителів.
За віковим діапазоном населення розподілялося таким чином: 25,0 % — особи молодші 18 років, 60,1 % — особи у віці 18—64 років, 14,9 % — особи у віці 65 років та старші. Медіана віку мешканця становила 40,4 року. На 100 осіб жіночої статі у місті припадало 100,4 чоловіків;  на 100 жінок у віці від 18 років та старших — 95,1 чоловіків також старших 18 років.
Середній дохід на одне домашнє господарство  становив 39 904 долари США (медіана — 32 212), а середній дохід на одну сім'ю — 45 465 доларів (медіана — 40 156). Медіана доходів становила 35 833 долари для чоловіків та 25 795 доларів для жінок. За межею бідності перебувало 19,4 % осіб, у тому числі 25,8 % дітей у віці до 18 років та 18,1 % осіб у віці 65 років та старших.
Цивільне працевлаштоване населення становило 272 особи. Основні галузі зайнятості: виробництво — 27,9 %, освіта, охорона здоров'я та соціальна допомога — 20,6 %, роздрібна торгівля — 12,5 %, оптова торгівля — 8,8 %.